# Igualada Hoquei Club
L'Igualada Hoquei Club, meglio noto come Igualada HC o Igualada, è un club di hockey su pista avente sede a Igualada. I suoi colori sociali sono il rosso e il blu.
Nella sua storia ha vinto in ambito nazionale cinque campionati nazionali e due Coppe del Re; in ambito internazionale vanta sei Euroleghe e cinque Coppe Continentali.
La squadra disputa le proprie gare interne presso il Poliesportiu Les Comes, a Igualada.

## Cronistoria
| Cronistoria dell'Igualada Hoquei Club |
| --- |
| - 1950 · Fondazione dell'Igualada Hoquei Club. - 1950 · 2ª divisione campionato de Catalunya. - 1951 · 2ª divisione campionato de Catalunya. - 1952 · 2ª divisione campionato de Catalunya. - 1953 · 2ª divisione campionato de Catalunya. - 1954 · 2ª divisione campionato de Catalunya. - 1955 · 2ª divisione campionato de Catalunya. - 1956 · 2ª divisione campionato de Catalunya. Promosso in 1ª divisione campionato de Catalunya. - 1957 · 8º nel girone nord in 1ª divisione campionato de Catalunya. - 1958 · 8º in 1ª divisione campionato de Catalunya. - 1959 · 5º in 1ª divisione campionato de Catalunya. - 1960 · 9º in 1ª divisione campionato de Catalunya. - 1961 · 3º in 1ª divisione campionato de Catalunya. 2º nel girone finale in Coppa del Generalissimo. - 1962 · 6º in 1ª divisione campionato de Catalunya. - 1963 · 10º in 1ª divisione campionato de Catalunya. - 1964 · 11º in 1ª divisione campionato de Catalunya. Retrocesso in 2ª divisione campionato de Catalunya. - 1965 · 2ª divisione campionato de Catalunya. - 1966 · 2ª divisione campionato de Catalunya. Promosso in 1ª divisione campionato de Catalunya. - 1967 · 11º in 1ª divisione campionato de Catalunya. - 1968 · 11º in 1ª divisione campionato de Catalunya. - 1969 · 10º in 1ª divisione campionato de Catalunya. Ammesso alla División de Honor. - 1969-1970 · 12º in División de Honor. Eliminato agli ottavi di finale di Coppa del Generalissimo. - 1970-1971 · 14º in División de Honor. Retrocesso in Primera División. Eliminato ai quarti di finale di Coppa del Generalissimo. - 1971-1972 · 1º in Primera División. Promosso in División de Honor. Eliminato agli ottavi di finale di Coppa del Generalissimo. - 1972-1973 · 12º in División de Honor. Retrocesso in Primera División. Eliminato agli ottavi di finale di Coppa del Generalissimo. - 1973-1974 · 5º in Primera División. - 1974-1975 · 7º in Primera División. - 1975-1976 · 14º in Primera División. Retrocesso in Segunda División. - 1976-1977 · In Segunda División. - 1977-1978 · In Segunda División. Promosso in Primera División. - 1978-1979 · In Primera División. - 1979-1980 · In Primera División. - 1980-1981 · In Primera División. - 1981-1982 · In Primera División. - 1982-1983 · In Primera División. - 1983-1984 · In Primera División. Promosso in División de Honor. - 1984-1985 · 11º in División de Honor. Eliminato in semifinale di Coppa del Re. - 1985-1986 · 11º in División de Honor. Eliminato in Coppa del Re. - 1986-1987 · 9º in División de Honor. Eliminato in Coppa del Re. - 1987-1988 · 3º in División de Honor. Eliminato in Coppa del Re. - 1988-1989 · Campione di Spagna (1º titolo). Finalista di Coppa del Re. Finalista di Coppa CERS. - 1989-1990 · 3º nel girone B prima fase, 3º nel girone titolo in División de Honor. Eliminato in semifinale di Coppa del Re. Eliminato in semifinale di Coppa dei Campioni. - 1990-1991 · 1º nel girone A prima fase, 2º nel girone titolo in División de Honor. Eliminato ai quarti di finale di Coppa del Re. Eliminato in semifinale di Coppa CERS. - 1991-1992 · Campione di Spagna (2º titolo). Vince la Coppa del Re (1º titolo). Finalista di Coppa CERS. - 1992-1993 · 2º in División de Honor. Vince la Coppa del Re (2º titolo). Vince la Coppa dei Campioni (1º titolo). - 1993-1994 · Campione di Spagna (3º titolo). Eliminato in semifinale di Coppa del Re. Vince la Coppa dei Campioni (2º titolo). Vince la Supercoppa d'Europa (1º titolo). - 1994-1995 · Campione di Spagna (4º titolo). Eliminato ai quarti di finale di Coppa del Re. Vince la Coppa dei Campioni (3º titolo). Vince la Supercoppa d'Europa (2º titolo). - 1995-1996 · 1º nel girone A prima fase, 4º nel girone titolo in División de Honor. Finalista di Coppa del Re. Vince la Coppa dei Campioni (4º titolo). Vince la Supercoppa d'Europa (3º titolo). - 1996-1997 · Campione di Spagna (5º titolo). Finalista di Coppa del Re. Eliminato in semifinale di Champions League. - 1997-1998 · 3º in División de Honor. Finalista di Coppa del Re. Vince la Champions League (5º titolo). - 1998-1999 · 3º in División de Honor. Finalista di Coppa del Re. Vince la Champions League (6º titolo). Vince la Coppa Continentale (4º titolo). - 1999-2000 · 3º in División de Honor. Eliminato in semifinale di Coppa del Re. Eliminato alla fase a gironi di Champions League. Vince la Coppa Continentale (5º titolo). - 2000-2001 · 2º in División de Honor, eliminato ai quarti di finale dei play-off. Eliminato in semifinale di Coppa del Re. Eliminato alla fase a gironi di Champions League. - 2001-2002 · 5º in División de Honor, finalista dei play-off. Finalista di Coppa del Re. Eliminato al primo turno di Coppa CERS. - 2002-2003 · 3º in OK Liga, eliminato ai quarti di finale dei play-off. Eliminato in semifinale di Coppa del Re. Finalista di Champions League. - 2003-2004 · 3º in OK Liga, finalista dei play-off. Finalista di Coppa del Re. Eliminato in semifinale di Coppa CERS. - 2004-2005 · 3º in OK Liga, eliminato ai quarti di finale dei play-off. Eliminato ai quarti di finale di Coppa del Re. Eliminato alla fase a gironi di Champions League. - 2005-2006 · 4º in OK Liga, eliminato in semifinale dei play-off. Eliminato in semifinale di Coppa del Re. Eliminato in semifinale di Coppa CERS. - 2006-2007 · 7º in OK Liga, eliminato ai quarti di finale dei play-off. Eliminato ai quarti di finale di Coppa CERS. - 2007-2008 · 8º in OK Liga, eliminato ai quarti di finale dei play-off. Eliminato ai quarti di finale di Coppa del Re. Eliminato alla fase a gironi di Eurolega. - 2008-2009 · 6º in OK Liga, eliminato ai quarti di finale dei play-off. Eliminato ai quarti di finale di Coppa del Re. Eliminato alla fase a gironi di Eurolega. - 2009-2010 · 10º in OK Liga. Eliminato in semifinale di Coppa CERS. - 2010-2011 · 6º in OK Liga. Eliminato agli ottavi di finale di Coppa CERS. - 2011-2012 · 4º in OK Liga. Eliminato ai quarti di finale di Coppa CERS. - 2012-2013 · 9º in OK Liga. Eliminato ai quarti di finale di Coppa del Re. Eliminato ai quarti di finale di Eurolega. - 2013-2014 · 7º in OK Liga. Eliminato in semifinale di Coppa CERS. - 2014-2015 · 10º in OK Liga. Eliminato in semifinale di Coppa CERS. - 2015-2016 · 8º in OK Liga. Eliminato ai quarti di finale di Coppa del Re. - 2016-2017 · 7º in OK Liga. Eliminato ai quarti di finale di Coppa CERS. - 2017-2018 · 8º in OK Liga. Eliminato in semifinale di Coppa del Re. Eliminato agli ottavi di finale di Coppa CERS. - 2018-2019 · 5º in OK Liga. Eliminato ai quarti di finale di Coppa del Re. Eliminato ai quarti di finale di Coppa WSE. - 2019-2020 · 7º in OK Liga. Eliminato in semifinale di Supercoppa di Spagna. Qualificato ai quarti di finale di Coppa WSE. Stagione interrotta a causa della pandemia di COVID-19. - 2020-2021 · 9º in OK Liga. Eliminato ai quarti di finale di Coppa WSE. - 2021-2022 · 9º in OK Liga. Eliminato alla fase a gironi di Coppa WSE. - 2022-2023 · Partecipa all'OK Liga. |

## Palmarès

### Competizioni nazionali
7 trofei
- Campionato spagnolo: 5

1988-1989, 1991-1992, 1993-1994, 1994-1995, 1996-1997
- Coppa del Re: 2

1992, 1993

### Competizioni internazionali
13 trofei
- CERH European League: 6

1992-1993, 1993-1994, 1994-1995, 1995-1996, 1997-1998, 1998-1999
- Coppa CERS/WSE: 2

2023-2024, 2024-2025
- Supercoppa d'Europa/Coppa Continentale: 5

1993-1994, 1994-1995, 1995-1996, 1998-1999, 1999-2000

## Statistiche

### Partecipazioni ai campionati
| Livello | Categoria         | Partecipazioni | Debutto   | Ultima stagione | Totale |
| ------- | ----------------- | -------------- | --------- | --------------- | ------ |
| 1º      | División de Honor | 21             | 1969-1970 | 2001-2002       | 42     |
| 1º      | OK Liga           | 21             | 2002-2003 | 2022-2023       | 42     |
| 2º      | Primera División  | 10             | 1971-1972 | 1983-1984       | 10     |
| 3º      | Segunda División  | 2              | 1976-1977 | 1977-1978       | 2      |

### Partecipazioni alla coppe nazionali
| Competizione                         | Partecipazioni | Debutto | Ultima stagione |
| ------------------------------------ | -------------- | ------- | --------------- |
| Coppa del Generalissimo/Coppa del Re | 33             | 1961    | 2019            |
| Supercoppa di Spagna                 | 1              | 2019    | 2019            |

### Partecipazioni alla coppe internazionali
| Competizione                                 | Partecipazioni | Debutto   | Ultima stagione |
| -------------------------------------------- | -------------- | --------- | --------------- |
| Coppa CERS/WSE                               | 18             | 1988-1989 | 2021-2022       |
| Coppa dei Campioni/Champions League/Eurolega | 15             | 1989-1990 | 2012-2013       |
| Supercoppa d'Europa/Coppa Continentale       | 5              | 1993-1994 | 1999-2000       |

## Organico 2021-2022

### Giocatori
| N° | Naz.              | Ruolo | Sportivo               |  |  |  |
| -- | ----------------- | ----- | ---------------------- |  |  |  |
| 1  | Spagna (bandiera) | P     | Elagi Deitg Fabrega    |  |  |  |
| 4  | Spagna (bandiera) | E     | Gerard Riba Ovejero    |  |  |  |
| 8  | Spagna (bandiera) | E     | Antoni Baliu           |  |  |  |
| 9  | Spagna (bandiera) | E     | Bernat Yeste Biosca    |  |  |  |
| 10 | Spagna (bandiera) | P     | Guillem Torrents Yeste |  |  |  |
| 11 | Spagna (bandiera) | E     | Nil Cervera del Fresno |  |  |  |
| 19 | Spagna (bandiera) | E     | Cesar Vives Boersma    |  |  |  |
| 24 | Spagna (bandiera) | E     | Alex Cantero Fernandez |  |  |  |
| 26 | Spagna (bandiera) | E     | Marc Palau Mir         |  |  |  |
| 32 | Spagna (bandiera) | E     | Marc Carol Tomas       |  |  |  |

### Staff tecnico
- 1º Allenatore:  Xavier Garcia Marimon
- 2º Allenatore: